# Houshang Golshiri

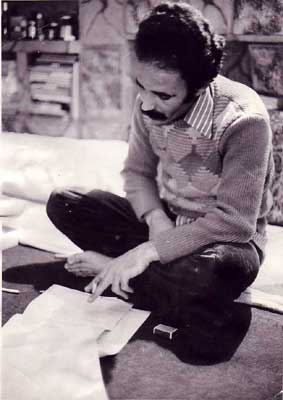
Houshang Golshiri în 1975

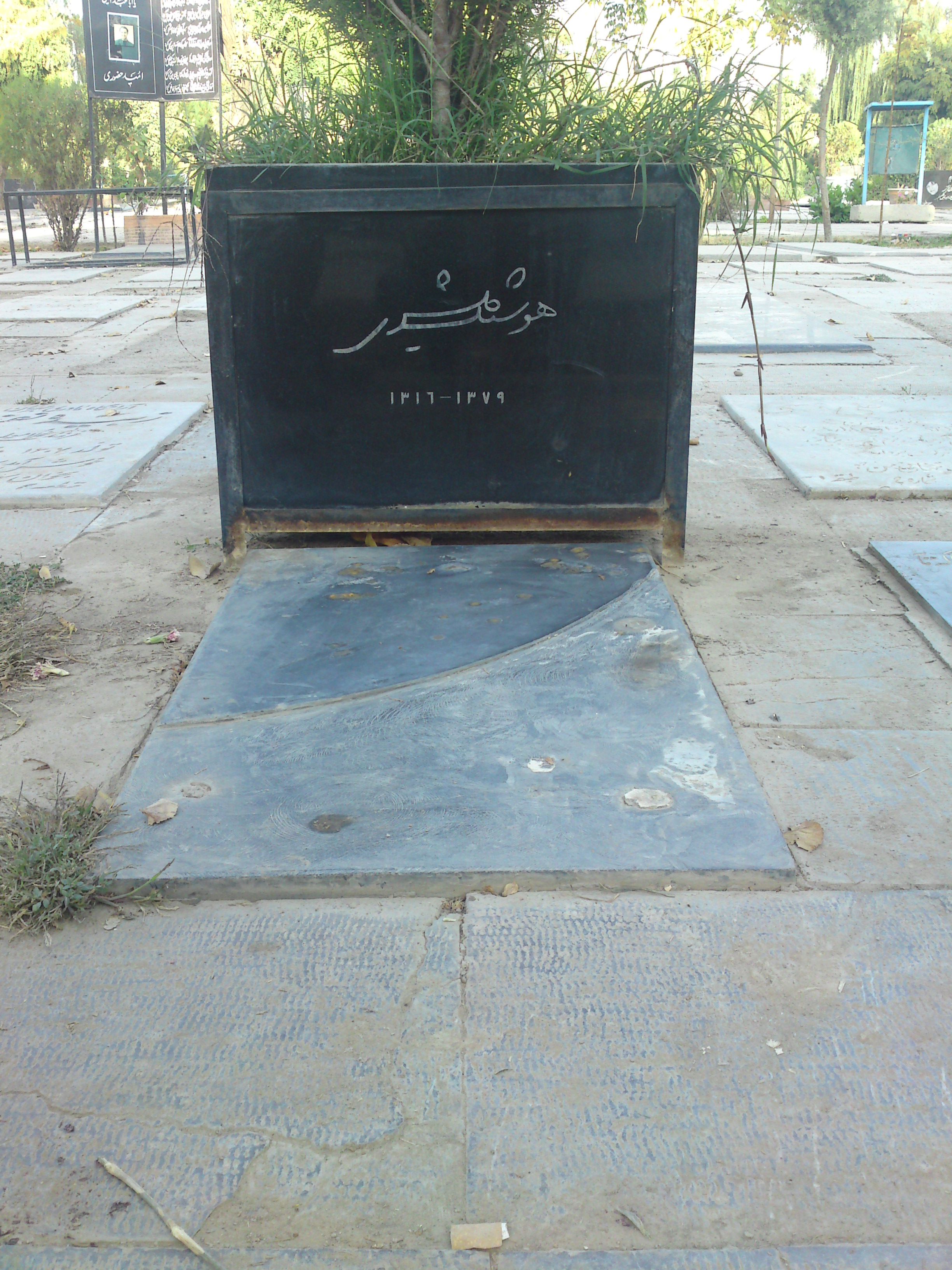
Tomb of Houshang Golshiri

Houshang Golshiri (Persană: هوشنگ گلشیری n. 16 martie 1938, Isfahan, Iran - d. 6 iunie 2000, Teheran) a fost un scriitor, critic și editor iranian.

## Biografie
Golshiri s-a născut în anul 1938 în Isfahan. Provine dintr-o largă familie cu un nivel material modest. Între anii 1955 și 1974 și-a urmat studiile la Universitatea din Isfahan unde a obținut o diplomă de licență în limba persană. A devenit profesor și a predat la școlile din oraș și din împrejurimi. Golshiri a început să scrie ficțiune în anii '50. Prima colecție de nuvele a scriitorului a fost Mesl-e hamisheh [As Always] (1968). Opera East & West 20 (1980) este povestea decadenței aristocratice, implicând și ideea nepotrivirii monarhiei pentru Iran. Imediat după producția filmului bazat pe cartea sa, autoritățile Pahlavi l-au arestat pe Golshiri, el fiind închis pentru aproximativ șase luni. 
Golshiri a mai scris o autobiografie, un roman numit Keristin va Kid, o colecție de nuvele Namazkhaneh-ye kuchek-e man și un alt roman Barreh-ye Gomshodeh-ye ra'i: (jeld-e Avval) tadfin-e Zendegan. 
În anul 1978, Golshiri a călătorit în S.U.A. S-a întors în Iran în 1979 unde s-a căsătorit cu Farzaneh Taheri. A murit în spitalul Mehr Iran din Teheran în iunie 2000 la vârsta de 63 de ani.